# 1 E0 m
1 E0 mは、「長さの比較」の下位項目の一つで、1 m以上 10 m未満の事物をより詳細に扱った、比較昇順表である。

## はじめに
用語解説
- 像高など高さの表示については、「1 E2 m」の「用語解説」を参照のこと。
- メートル法とヤード・ポンド法の数値の誤差については、「1 E1 m」の「メートル換算問題」を参照のこと。

本項での決め事
- 10 mと10.00 mは精度において異なる数値であり、みだりに概算化しない。例えば、11.312 mと公表されている鎌倉大仏の像高 を11.3 mなどと省略しない。やむなく概算値とする場合（例：32.808398950131234 ft→ 32.81 ft）、もともと概算値である場合、および、概算値の使用が慣習化している場合は、「約」などでその旨を明示する。
- 同様の数値で厳密なものと曖昧なものがある場合は、厳密なものを昇順的上位に置く（表の上では下段に置く。［曖昧　約1.5 m＜1.5 m＜1.50 m＜1.500 m　厳密］）。中間数値を採っているものがある場合は、最大値を重視して、昇順的最上位に置く（表の上では最下段に置く）。ただし、アースロプレウラのように、数値の開きが大きすぎるために中間数値の位置で表示したのでは誤解を招きかねないものについては、上限を表示位置とする。
- すでに死や絶滅を迎えた存在であることを示すために人名や生物種名に冠される剣標（†）を、現存しない物（例：宇宙探査機はやぶさ）、および、原形を想像できないほど変化してしまった物に対しても用いることとする。なお、遺跡や遺体はそれとして現存しているのであるから、係る定義には当たらない。また、一過性の事象は対象外である。
- 「史上第2位・世界一の▲▲▲・▽▽▽、●●●。」は、「その分野の歴史上で第2位、現在の世界で第1位として存在する、▲▲▲であり、より詳しくは▽▽▽であるが、同時に●●●でもある。」という意味で記している。

## 比較昇順表
▲ 1 E-1 m （1 m 未満）
| 数値              | 事物と解説 |
| ----------------- | --- |
| 1 m               | 39.37 インチ (39.370 in) |
| 1 m               | 約3.28 フィート (3.2808 ft) |
| 1 m               | 面積 1 m²の正方形の一辺 |
| 1 m               | 表面積 6 m²、体積1 m³ の立方体の一辺 |
| 1 m               | 面積 3.14 m² の円の半径 |
| 1 m               | 表面積 12.56 m²、体積 4.19 m³ の球の半径 |
| 1 m               | 超短波 (VHF) の最短波長 (300 MHz) |
| 1.00 m            | 小中学生用跳び箱6段の高さ |
| 1.067 m           | 日本の鉄道で最も一般的な軌間 (3 ft 6 in) |
| 1.06 - 1.09 m     | †ホモ・フローレシエンシス（既知で史上最小の人類・ヒト属の1種）の平均的身長（中間数値：1.075 m） |
| 1.1 m             | †アウストラロピテクスの「ルーシー」（アウストラロピテクス・アファレンシスの一女性）の推定身長 （cf. 推定体重は29 kg）                                                                                          |
| 約1.00 - 約1.30 m | コウテイペンギン（現生最大のペンギン）の平均的体長（中間数値：約1.15 m） |
| 約1.05 - 約1.35 m | カピバラ（現生最大の齧歯類）の平均的体長（中間数値：約1.20 m） |
| 約1.30 m          | †ホモ・ハビリス（最初期のヒト属の1種）の平均的身長 |
| 1.30 m            | 新型ASIMO（本田技研の自立型人間型二足歩行ロボット）の身長（cf. 体重は54 kg） |
| 1.30 m前後        | †アウストラロピテクス属（初期人類の1属。“華奢型”猿人の一種）の平均的身長（1.20 m台 - 1.40 m台） |
| 1.35 m            | 鉄腕アトム（架空の自立型人間型二足歩行ロボット）の身長（cf. 体重は30 kg） |
| 1.30 - 1.40 m     | †パラントロプス属（人類進化の傍系である“頑丈型”猿人）の推定身長（中間数値：1.35m） |
| 1.37 m            | アンダマン人（低身長で知られるアンダマン諸島先住民。cf. ピグミー）の平均身長 |
| 1.388 m           | 10歳 男子日本人の平均身長（2010年度） |
| 1.402 m           | 10歳女子日本人の平均身長（2010年度） |
| 1.4351 m          | 鉄道の標準軌 (4 ft 8.5 in) |
| 約1.5 m           | スマトラオオコンニャクの花（世界最大の花の一つ）の直径 |
| 約1.40 - 約1.60 m | †ジャイアントペンギン（既知で史上最大のペンギン）の抑制的推定体長（中間数値：約1.50 m） |
| 約1 - 約2 m       | ラティメリア（現生シーラカンス）の平均的体長（中間数値：約1.5 m） |
| 1.4 - 1.6 m       | マクジャクの上尾筒の長さ（中間数値：1.5 m） |
| 1.525 m           | 卓球台の短辺の長さ（cf. 長辺2.740 m × 短辺1.525 m） |
| 1.55 m            | †ネアンデルタール人の成人女性の推定平均身長（cf. 推定平均体重は70 kg） |
| 1.5884 m          | 20-24歳日本人女性の平均身長（2010年度） （cf. 158.84 cm ［20-24歳時］- 140.20 cm ［10歳時］= 18.64 cmの伸び。cf. 体重は50.81 kg）                                                                              |
| 1.59 m            | 江戸時代の日本の成人男性の平均身長 |
| 1.59 m            | アイスマン（アルプス山麓で発見された新石器時代人の遺体）の生前の推算身長 |
| 1.594 m           | 伊達政宗 の遺骨推算身長 |
| 1.622 m           | アメリカ合衆国の成人女性の平均身長（2003- 2006年） |
| 1.65 m            | †ネアンデルタール人の成人男性の推定平均身長 （cf. 推定平均体重は90 kg。最大個人記録は推定身長1.90 m） |
| 1.6 - 1.7 m程度   | サラブレッドの肩高（中間数値：1.65 m） |
| 約1.676 m         | バンブルビー II（世界最小の飛行機・複葉機）の翼幅 (5 ft 6 in ［1.6764 m］) |
| 1.678 m           | オランダの成人女性の平均身長（2008年） |
| 1.69 m            | †トゥルカナ・ボーイ（ホモ・エルガステル、もしくは、ホモ・エレクトスの、11-13歳頃と見られる少年の骨格化石標本）の推定身長（成人していれば1.85 mに達したとも推定される）                                         |
| 1.7 m             | 21世紀初頭のホモ・サピエンス（ヒト、現生人類）の平均的身長 |
| 1.70 m            | ジャワオオコウモリ（現生最大の飛翔性哺乳類・コウモリ［翼手類］）の翼開長 （最大個体の翼開長は2 m） |
| 1.722 m           | 20-24歳日本人男性の平均身長（2010年度） （cf. 172.22 cm ［20-24歳時］- 138.80 cm ［10歳時］= 33.42 cmの伸び。cf. 体重は65.84 kg）                                                                              |
| 1.75 m            | †アドルフ・ヒトラーの身長 |
| 1.75 m            | オランウータンの雄の平均的身長 |
| 1.70 - 1.80 m     | †ホモ・アンテセッサー（化石人類・絶滅ヒト属の1種）の推定される通常的身長（同じく体重は90 kg） |
| 1.70 - 1.80 m     | †クロマニョン人（先史時代ヨーロッパ大陸における現生人類の一派）の成人男性の推定身長 （中間数値：1.75 m）（模式標本であるクロマニョン1は推定身長1.80 m）                                                        |
| 約1.760 m         | 江戸間の畳の長辺の長さ （cf. 短辺 2尺9寸［87.8787879 cm］× 長辺 5尺8寸［175.757576 cm］。畳#寸法） |
| 1.763 m           | アメリカ合衆国の成人男性の平均身長（2003- 2006年） |
| 1.79 m            | †ホモ・エレクトス（化石人類の代表的一種、絶滅ヒト属の一大分類群）の推定される平均的身長 |
| 1.80 m            | †ホモ・ハイデルベルゲンシス（既知で最も高身長であった人類・化石人類・ヒト属）の、推定される通常的身長（cf. 巨人と形容される同種のなかでもとりわけ背の高い一集団は通常的身長7 ft ［約2.13 m］以上と推定される） |
| 1.800 m           | ホンダ・スーパーカブ50スタンダード（原動機付自転車の世界的普及車種）の全長 |
| 1.800 m           | フォーミュラ1レギュレーションにおける、車体（タイヤを含む）全幅の最大寸法 |
| 1.808 m           | オランダの成人男性の平均身長（2008年） |
| 約1.818 m         | 1 間（日本、江戸間）（6尺［1.81818182 m］） |
| 約1.818 m         | 1 尋（日本）（6尺［1.81818182 m］） |
| 1.8288 m          | 1 ファゾム（イギリス）(1 ftm ［British fathom］ = 2 yds = 6 ft = 1.8288 m) |
| 1.830 m           | 日本の自動販売機の標準高 |
| 1.83 m強          | ゴリラ（現生最大の霊長類・ヒト科動物・類人猿）の雄（シルバーバック）の身長 |
| 約2 m             | オランウータンのアームスパン（腕の開張幅） |
| 2.010 m           | ホンダ VFR800P（日本の白バイの現行［2012年時点］主流モデルの基本車種）の全長 （cf. 全高2,010 mm x 全幅690 mm x 全高1,125 mm）                                                                                  |
| 2.03 m            | ミロのヴィーナスの像高 |
| 2.09 m            | 女子走高跳世界記録（1987年、ステフカ・コスタディノヴァによる） |
| 2.0 - 2.5 m       | ピラルクー（現生最大の淡水魚）の平均的体長（中間数値：2.25 m）（cf. 最大個体記録は4.5 m） |
| 約2.31 m          | 女性の高身長世界記録（科学的測定史上最も背が高かった女性。†サンディ・アレン）の身長 (7 ft 7 in ［2.3114 m］)                                                                                                   |
| 2.36 m            | 健康体で高身長になったホモ・サピエンス（鮑喜順、アンガス・マッカスキル）の世界記録 |
| 約2.4 m           | 競馬における1馬身（cf. 着差 (競馬)） |
| 2.40 m            | アホウドリの平均的翼開長 |
| 2.1 - 2.7 m       | ギリシア式ファランクス（古代ギリシア重装歩兵の密集陣形）の長槍の全長（中間数値：2.4 m） |
| 2.43 m            | 成年男子バレーボールのネットの高さ |
| 約2.438 m         | サッカーのゴールエリアの高さ（cf. 幅8 yds ［7.3152 m］ × 高さ8 ft ［2.4384 m］） |
| 2.45 m            | 男子走高跳世界記録（1993年、ハビエル・ソトマヨルによる） |
| 2.5 m             | アムールトラ（現生最大のネコ科動物）の最大体長（頭胴長） |
| 2.5 m             | †アメリカライオン（既知で史上最大のネコ科動物）の平均的体長（頭胴長） |
| 2.5 m             | †フォルスラコス（恐鳥類の代表的一種）の頭頂高 |
| 2.5 m             | †ヤエケロプテルス（既知で史上最大級の節足動物。既知で史上最大の水生節足動物・ウミサソリ類）の推定全長 |
| 1.5 - 3.5 m       | 一般的なヒマワリの草丈（中間数値：2.5 m） |
| 2.6 m             | †アースロプレウラ（既知で史上最大級の節足動物。既知で史上最大の陸生節足動物）の推定全長の上限（推定全長0.3 - 2.6 m、中間数値：1.45 m。最大個体は節足動物中最大）                                               |
| 2.40 - 3.00 m     | ホッキョクグマ（現生最大の陸生強肉食性哺乳類・陸生食肉類・クマ科動物）の雄の平均的体長 （中間数値：2.70 m） |
| 2.72 m            | ホモ・サピエンスの高身長世界記録（測定史上最も背の高かった人、†ロバート・ワドロー） |
| 2.740 m           | 卓球台の長辺の長さ（cf. 長辺2.740 m × 短辺1.525 m） |
| 約3.0 m           | †ギガントピテクス（既知で史上最大の霊長類・ヒト科動物・類人猿）の推定身長 （cf. 推定体重は約300- 約500 kg） |
| 約3.0 m           | †ヨセフォアルティガシア（既知で史上最大の齧歯類）の推定全長 （cf. 推定全長約3.0 m ［10 ft］、推定体重約1,211 kg ［2,670 lb］）                                                                                 |
| 3.00 m            | クロマグロの体長 |
| 3.00 m            | ワタリアホウドリ（現生最長の翼を持つ鳥）の平均的翼開長（最大翼開長記録は3.63 m） |
| 約3.03 m          | 1 丈（日本）(3.03030303 m) |
| 3.048 m           | バスケットボールのバスケットの高さ (10 ft) |
| 3.05 m            | イギリス製小型大衆車「ミニ」のかつての車長 |
| 3.06 m            | 跳び箱の世界記録であるモンスターボックス23段の高さ |
| 約3.5 m           | スマトラオオコンニャクの花（世界最大の花の一つ）の縦寸 |
| 約3.5 m           | モアイ（イースター島に残る石像）の一般的な像高 |
| 2.7 - 4.5 m       | 日本の戦国時代における標準的な長槍の全長（中間数値：3.6 m） |
| 3.33 - 3.95 m     | 日本のFMラジオの電波の波長（76 - 90 MHz。中間数値：3.64 m） |
| 4.070 - 4.140 m   | フォルクスワーゲン・タイプ1（フォルクスワーゲン・ビートル。生産台数世界最多の四輪自動車）の全長 （中間数値：4.105 m）（cf. 全長4,070 - 4,140 mm、全幅1,540 - 1,585 mm、全高1,500 mm）                          |
| 4.140 m           | ランボルギーニ・カウンタックLP500（1980年代を代表するスーパーカーの一つ）の全長 （cf. 全長4,140 mm、全幅1,890 mm、全高1,029 mm）                                                                               |
| 4.267 m           | ビードBD-5（世界最小のジェット機）の翼幅 (14 ft ［4.2672 m］) |
| 3 - 6 m           | 流星物質2003 SQ222のおよその直径 |
| 4 - 5 m           | 鳥が作る最大の巣の直径（ヤブツカツクリ巣の直径） |
| 約4.55 m          | 大相撲の土俵の直径（15尺［4.54545455 m］） |
| 4.0 - 5.2 m       | ホホジロザメ（現生最大級の強肉食性サメ類）の通常個体の体長（中間数値：4.6 m） （最大個体記録は体長7 m前後で諸説あり）                                                                                          |
| 4.1 - 5.5 m       | イリエワニ（現生最大級の爬虫類・ワニ類・クロコダイル属）の通常個体の全長（中間数値：4.8 m） （ときに大きな個体は7 m台に達し、例外的な個体では8 m台を超えることがある）                                         |
| 5.06 m            | 女子棒高跳世界記録（2009年、エレーナ・イシンバエワによる） |
| 5.17 m            | ミケランジェロのダビデ像の像高 |
| 4.0 - 6.4 m       | マケドニア式ファランクス（古代マケドニア重装歩兵の密集陣形）の長槍（サリッサ）の全長 （中間数値：5.2 m） |
| 5.3 m             | キリン（最も背が高い現生動物・現生哺乳類・現生陸生鯨偶蹄類）の頭頂高 |
| 5.7 m             | †宇宙探査機はやぶさの全幅（太陽電池パドル翼端間） |
| 6.14 m            | 男子棒高跳世界記録（1994年、セルゲイ・ブブカによる） |
| 5.486 - 7.315 m   | ボクシング・ルール（2005年時点）に基づくリング (Boxing ring) の一辺の長さ （cf. 一辺 18 - 24 ft ［5.4864 - 7.3152 m］の間。中間数値：約6.363 m）                                                               |
| 6.370 m           | アポロ月着陸船の全高 (20.9 ft ［6.37032 m］) |
| 6.60 m            | オオアナコンダ（現生最大［=最重量］のヘビ）の最大全長（cf. 体重を量れた個体の最大値は全長5.21 m、体重97.5 kg。通常個体は全長4.00 - 6.00 m。不確実性のある最大個体情報は9.14 m）                                |
| 6.7 m             | ストーンヘンジの地上高（cf. 直径は約100 m） |
| 6.00 - 7.50 m     | アフリカゾウ（現生最大［=最重量］の陸生動物・陸生哺乳類・長鼻類）の雄の平均的頭胴長 （中間数値：6.75 m） |
| 6.95 m            | アミメニシキヘビ（現生最長の陸生動物・陸生爬虫類・ヘビ）の信頼に足る最大全長（全長6.95 m、体重59.0 kg）（cf. 通常個体は全長3.00 - 6.00 m。不確実性のある最大個体情報は9.14 m）                                 |
| 約7.00 - 約7.50 m | †アルゲンタヴィス（既知で史上最大の翼を持つ鳥・ワシタカ類）の推定翼開長（中間数値：約7.25 m） |
| 約7.315 m         | サッカーのゴールエリアの幅（cf. 幅8 yds ［7.3152 m］ × 高さ8 ft ［2.4384 m］） |
| 約7.315 m         | 初代キングコング（ニューヨークへの輸送後）の身長（24 ft ［7.3152 m。成人男性の4倍程度］） （cf. 生まれ故郷である南海の孤島での身長は18 ft ［5.4864 m。成人男性の3倍程度］）                                    |
| 約7.5 m           | ヒト（ホモ・サピエンス）の消化管の長さ |
| 7.52 m            | 女子走幅跳世界記録（1988年、ガリナ・チスチャコワによる） |
| 約8.0 m           | †インドリコテリウム（既知で史上最大の陸生哺乳類・奇蹄類）の推定頭頂高の最大記録 |
| 7.0 - 9.0 m       | シャチ（海のアンブレラ種。海の頂点捕食者の一つ）の雄の平均的全長 |
| 8.38 m            | ロンドンバス（ルートマスター）の車長 |
| 8.80 m            | レオナルド・ダ・ヴィンチの壁画『最後の晩餐』の長辺（cf. 短辺460 cm × 長辺880 cm） |
| 8.95 m            | 男子走幅跳世界記録（1991年、マイク・パウエルによる） |
| 9 m               | †プテラノドン・ステルンベルギ（翼竜プテラノドンの最大種）の推定翼開長 |
| 9 m               | †プリオノスクス（既知で史上最大の両生類）の推定全長 |
| 9.42 m            | 10式戦車（日本の戦後第4世代的主力戦車）の全長 |
| 9.5 m             | しんかい6500（大深度有人潜水調査船）の全長 |
| 9.7 m             | ジンベエザメ（現生最大・最長の魚類・軟骨魚類・サメ）の通常個体の体長 （cf. 信頼に足る最大個体記録は体長13.7 m）                                                                                                |
| 9.93 m            | 土渕海峡（世界一狭い海峡）の最狭幅 |

▼ 1 E1 m （10 m 以上）

## 分野別一覧
掲載した事物を分野別・昇順でまとめる。
- 自然、自然現象等
300 MHz。日本のFMラジオの電波の波長。流星物質2003 SQ222。土渕海峡の最狭幅。
- 生物
  - 植物
スマトラオオコンニャクの花の直径。ヒマワリの草丈。スマトラオオコンニャクの花の縦寸。
  - 動物（霊長類以外）
コウテイペンギン（鳥類）。カピバラ（哺乳類）。†ジャイアントペンギン（鳥類）。ラティメリア（魚類）。マクジャクの上尾筒の長さ（鳥類）。サラブレッドの肩高。ジャワオオコウモリの翼開長（哺乳類）。ピラルクー（魚類）。アホウドリの翼開長（鳥類）。アムールトラ（哺乳類）。†アメリカライオン（哺乳類）。†フォルスラコスの頭頂高（鳥類）。†ヤエケロプテルス（節足動物）。†アースロプレウラ（節足動物）。ホッキョクグマ（哺乳類）。†ヨセフォアルティガシア（哺乳類）。クロマグロ（魚類）。ワタリアホウドリの翼開長（鳥類）。鳥が作る最大の巣の直径（ヤブツカツクリの巣の直径）。ホホジロザメ（魚類）。イリエワニ（爬虫類）。キリンの頭頂高（哺乳類）。オオアナコンダ（爬虫類）。アフリカゾウの頭胴長（哺乳類）。アミメニシキヘビ（爬虫類）。アルゲンタヴィスの翼開長（鳥類）。†インドリコテリウムの頭頂高（哺乳類）。シャチ（哺乳類）。†プテラノドンの翼開長（爬虫類）。†プリオノスクス（両生類）。ジンベエザメ（魚類）。
  - 霊長類
†ホモ・フローレシエンシス。†アウストラロピテクスのルーシー。†ホモ・ハビリス。†アウストラロピテクス属。†パラントロプス属。アンダマン人。10歳男子日本人の平均身長。10歳女子日本人の平均身長。†ネアンデルタール人の成人女性の推定平均身長。20-24歳日本人女性の平均身長。江戸時代の日本の成人男性の平均身長。アイスマンの生前の推算身長。伊達政宗の遺骨推算身長。アメリカ合衆国の成人女性の平均身長。†ネアンデルタール人の成人男性の推定平均身長。オランダの成人女性の平均身長。†トゥルカナ・ボーイの推定身長。21世紀初頭のホモ・サピエンスの平均的身長。20-24歳日本人男性の平均身長。†アドルフ・ヒトラーの身長。オランウータン（雄）の身長。†ホモ・アンテセッサーの推定身長。†クロマニョン人の成人男性の推定身長。アメリカ合衆国の成人男性の平均身長。†ホモ・エレクトスの推定平均的身長。†ホモ・ハイデルベルゲンシスの推定平均身長。オランダの成人男性の平均身長。ゴリラ（雄）の身長。オランウータンのアームスパン。女性の高身長世界記録。健康体で高身長になったホモ・サピエンスの世界記録。ホモ・サピエンスの高身長世界記録。†ギガントピテクス。ヒトの消化管の長さ。
- 生物の能力
  - ヒトの能力
女子走高跳世界記録。男子走高跳世界記録。跳び箱の世界記録。女子棒高跳世界記録。男子棒高跳世界記録。女子走幅跳世界記録。男子走幅跳世界記録。
- 運動に関する規定等
小中学生用跳び箱6段の高さ。卓球台の短辺の長さ。成年男子バレーボールのネットの高さ。サッカーのゴールエリアの高さ。卓球台の長辺の長さ。バスケットボールのバスケットの高さ。大相撲の土俵の直径。ボクシングのリングの一辺の長さ。サッカーのゴールエリアの幅。
- 建造物
  - 像
ミロのヴィーナス。モアイ。ミケランジェロのダビデ像。
  - 像以外の建造物
ストーンヘンジの地上高。
- 陸の移動関連等
日本の鉄道で最も一般的な軌間。鉄道の標準軌。新型ASIMO。ホンダ・スーパーカブ50スタンダードの全長。F1レギュレーションにおける車体全幅。日本の白バイの全長。小型大衆車「ミニ」。フォルクスワーゲン・タイプ1。ランボルギーニ・カウンタックLP500。ロンドンバス（ルートマスター）の車長。10式戦車の全長。
- 水域の移動関連等
しんかい6500の全長。
- 空の移動関連等
バンブルビー II。ビードBD-5。
- 宇宙の移動関連等
宇宙探査機はやぶさ。アポロ月着陸船の全高。
- 武器
ギリシア式ファランクスの長槍。日本の戦国時代における標準的な長槍。マケドニア式ファランクスの長槍（サリッサ）。
- 芸術
ミロのヴィーナス。ミケランジェロのダビデ像。レオナルド・ダ・ヴィンチの壁画『最後の晩餐』の長辺の長さ。
- 架空の存在
鉄腕アトム。初代キングコング。
- その他
江戸間の畳の長辺の長さ。日本の自動販売機の標準高。競馬における1馬身。